# Carnegie Hero Fond Commission
Carnegie Hero Fond Commission eller Carnegie Hero Fund er en amerikansk-canadisk almennyttig organisation, som blev stiftet i 1904 i Pittsburgh, Pennsylvania, USA, af den skotsk fødte amerikanske filantrop Andrew Carnegie.
Formålet med fonden er at belønne hverdagens helte for udførte heltegerninger med fare for deres eget liv og helbred, blandt andet at hente mennesker ud af brændede bygninger, redde dem fra druknedøden o.a.
Belønningen er tildeling af et økonomis beløb med tilhørende medalje.

## Europa
Carnegie oprettede senere tilsvarende organisationer i 10 europæiske lande:
- Belgien (Carnegie Hero Fund) – indstiftet 13. juli 1911
- Danmark (Carnegies Belønningsfond for Heltemod) – indstiftet 30. december 1911
- Frankrig (Fondation Carnegie) – indstiftet 23. juli 1909
- Holland (Stichting Carnegie Heldenfonds) – indstiftet 23. marts 1911
- Italien (Fondazione Carnegie) – indstiftet 25. september 1911
- Norge (Carnegie Heltefond for Norge) – indstiftet 21. marts 1911
- Schweiz (The Carnegie Rescuers Foundation) – indstiftet 28. april 1911
- Storbritannien (Carnegie Hero Fund Trust) – indstiftet 21. september 1908
- Sverige (Carnegiestiftelsen) – indstiftet 6. oktober 1911
- Tyskland (Carnegie Stiftung für Lebensretter) – indstiftet i december 1910. Den tyske fond blev opløst af nazisterne i 1934 og genoprettet i 2005.

## Ekstern henvisning
- Carnegie Hero Funds Commission officielle hjemmeside (engelsk)